# Серл, Персивал
Пе́рсивал Серл (англ. Percival Serle; 18 июля 1871, Элстернвик, Мельбурн, Виктория, Британская империя — 16 декабря 1951, Хоторн, Мельбурн, Виктория, Австралия) — австралийский учёный-биограф, историк литературы и писатель. Член Викторианского общества художников. Наиболее известен как автор двухтомного «Словаря австралийской биографии» — сборника исторических биографических статей о выдающихся людях Австралии, за который получил золотую медаль от Австралийского литературного общества. Помимо него выпустил несколько других работ, а также сборники стихов австралийских и английских поэтов.

## Биография

### Ранняя жизнь и увлечения
Серл Персивал родился 18 июля 1871 года на территории современного пригорода Мельбурна Элстернвик в английской семье. Его отцом был Уолтер Генри Серл, последний секретарь-менеджер компании James McEwan & Co, матерью — его жена Кейт, урождённая Грокок. По вероисповеданию Персивал был агностиком.
Детство Персивала прошло в другом пригороде, Ист-Мельбурне. Изначальное образование он получил в государственной школе по улице Кембридж-стрит, в Коллингвуде. После этого Персивал поступил в Скотч-Колледж Мельбурна.
Интерес к искусству у Серла пробудился в 13 лет, после того, как его семья побывала в Англии. В 1906 году он даже брал отпуск, который провёл в галереях, рассматривая произведения искусства. Персивал водил дружбу с австралийскими художниками Джоном Фордом Патерсоном и Фредериком Мак-Каббином. Вместе с ними он присоединился к Викторианскому обществу художников. В этом обществе Персивал состоял 40 лет, до конца жизни. Там же он познакомился и с будущей женой, также художницей.
Другими увлечениями Персивала с самой юности были писательство и чтение. Он вёл литературную колонку в местной газете, а также иногда писал литературоведческие статьи в журнал The Bulletin. Персивал любил читать английскую литературу, среди его любимых авторов были Шекспир, Марвелл, Вордсворт и другие. Он выписывал лондонский журнал об искусстве и предметах роскоши The Connoisseur. Помимо этого Серл с детства занимался лёгкой атлетикой, бегом по пересечённой местности, гольфом и теннисом и был основателем двух любительских спортивных клубов. Изначально у Серла был страх перед публичными выступлениями, но он поборол его, выступая на дебатах в «Обществе Святой Троицы».

### Первая работа и литературные сборники
Первым местом работы Персивала стала фирма под названием Australian Widows' Fund, занимающаяся страхованием. Изначально он был рядовым клерком в фирме, но позже был назначен на должность главного бухгалтера. Здесь Серл получал порядка 250 фунтов стерлингов в год.
В 1911 году Серл поступил на службу в Мельбурнский университет. Первой его должностью в этом учебном заведении стало место члена административного штата, но позже его повысили до старшего секретаря университета. Иногда Серл выполнял обязанности архивариуса. На этой работе годовой оклад Персивала составлял около 400 фунтов стерлингов. Со многими сотрудниками университета он состоял в дружеских отношениях.
Университетскую должность Серл покинул в 1920 году. Причинами стали излишняя перегруженность работой и наличие на тот момент частного дохода в 1000 фунтов, который он получал в виде дивидендов на свои ранние вложения. Уйдя с работы, Персивал стал составлять сборники стихов английских поэтов — Джона Донна и Сэмюэла Джонсона, которые пытался выпустить в издательстве Clarendon Press, однако получил отказ. Тогда он самостоятельно выпустил сборник произведений Кристофера Смарта, в частности его самую известную поэму «Песнь Давиду».

### Научная работа
Первой самостоятельной работой Персивала стала книга A Bibliography of Australasian Poetry and Verse. Она была выпущена издательством Мельбурнского университета в 1925 году. Австралийский писатель и коллекционер книг Джон Александр Фергюсон назвал её «первой стоящей попыткой создания библиографии в Австралии». Следом в издательстве Collins вышла вторая книга Персивала An Australasian Anthology: (Australian and New Zealand Poems), антологический сборник поэзии, выпущенной за всё время на территории семи колоний Австралазии.
В 1924 Серл основал любительский литературный клуб в своём доме в Мельбурне, который собирался в полном составе ежемесячно на протяжении 20 лет. Ему удалось лоббировать федеральный Литературный фонд Австралии на выдачу грантов мельбурнским писателям.
В том же году Серл был нанят директором Национальной галереи Виктории Линдсеем Бернардом Холлом для составления каталога произведений художников Коннелла и Вердона. Он также прочитал более 150 лекций в университете и галерее на общие темы.
В 1928 году Персивал направился за границу, где провёл год, в основном, как и за 22 года до этого, — как посетитель галерей и музеев. Три года спустя, во время Великой депрессии его доход упал в два раза. Тогда он приобрёл книжный магазин в Мельбурне и занялся торговлей. В это же время Персивал был куратором-хранителем музея искусства в Национальной галерее Австралии с окладом в 2 фунта в неделю. В 1940 году он познакомился с назначенным туда на месяц исполняющим обязанности директора галереи художником Дарилом Линдсеем, членом творческой семьи Линдсей, и всё это время близко с ним общался. По оценке его сына, для Персивала это было самое счастливое время в жизни. Помимо этого в 1944 году Серл опубликовал стихи поэта Фернли Морриса

#### Словарь австралийской биографии
Самой выдающейся работой Персивала считается «Словарь австралийской биографии». Этот крупный биографический словарь-справочник он решил составить в 1939 году по совету журналиста и историка литературы Генри Маккензи Грина, который впоследствии назвал его антологию лучшей за всю историю Австралии. Работа проводилась уже престарелым Серлом в сильно сжатые сроки: для того, чтобы успеть в назначенный срок он писал по три тысячи слов в неделю. Книга была выпущена издательством Angus & Robertson в 1949 году в двух томах. Получившееся произведение содержит биографии 1030 человек, которые жили в Австралии и умерли до 1942 года. В отличие от Филипа Меннелла, чью работу Персивал раскритиковал за ограниченность слишком небольшим периодом времени, он не устанавливал нижней границы для своей. Средняя длина биографии составила 640 слов, часть из них оказалась значительно больше других по размеру. В работу вошли биографии всех губернаторов, премьеров и членов Лондонского королевского общества из Австралии, а также многих других выдающихся жителей страны и континента. Она считается достаточно авторитетным источником информации, на который ссылаются в различных научных работах.
После выпуска справочника Персивал был награждён за свою работу Золотой медалью Австралийского литературного общества.

#### Прочие научные труды
«Словарь австралийской биографии» является не единственной энциклопедической работой Серла. Помимо него он стал автором ряда статей для «Австралийской энциклопедии» в 1925—1927 годах, опубликованных в посмертном издании, которое было выпущено Angus & Robertson в 1958 году. Персивал также принимал участие в создании книги The Oxford Companion to Art, которая вышла в 1970 году под общей редакцией Гарольда Осборна в ассоциированном с Оксфордским университетом издательстве Clarendon Press (которое ранее отказало Серлу в выпуске сборника). Он также является автором ряда статей в литературных журналах Southerly и Meanjin.

### Смерть
Персивал умер в своём доме 16 декабря 1951 года, оставив жену, сына и двух дочерей. В наследство семье осталось 27 774 фунта стерлингов.

## Семья
Женой Персивала была Дора Серл, при рождении Дора Беатрис Хейк. До замужества она училась в школе Национальной галереи, а также у австралийских художников Эмануэля Фокса, Джейн Сазерленд (сестры другого известного биографа, Александра Сазерленда) и Уолтера Уизерса. Помимо этого Дора находилась под патронажем классика Ньюлинской школы, ирландца Стэнхоупа Форбса. В ходе путешествия по Парижу она познакомилась с художественным стилем экспрессионизм в котором писала свои последующие картины. Помимо этого она написала портрет своего мужа за работой в 1940 году.
Один из сыновей Персивала, Алан Джофри пошёл по его стопам и также стал известным биографом. Он являлся членом гуманитарной академии Австралии и кавалером ордена Австралии. Алан написал 57 работ для Австралийского биографического словаря Мельбурнского университета (включая биографию своего отца). Помимо этого он был главным редактором 11 издания и одним из двух главных редакторов ещё четырёх — с 7 по 10. Ещё из под его пера вышли полные биографии офицера времён первой мировой Джона Монаша, 14 премьер-министра Австралии Джона Джозефа Амброуза Кэртина и архитектора Робина Бойда. Все они были опубликованы издательством Мельбурнского университета. Помимо этого из под пера Алана вышли книги по истории Виктории времён колониальной зависимости — The Golden Age 1963 года и The Rush to be Rich 1971. Он же в 1988 опубликовал мемуары своего отца. Большая часть документов обоих учёных хранится в библиотеке Ла Троба, подразделении Государственной библиотеки Виктории.
Помимо жены и детей у Персивала было два брата. Первый из них, Уолтер Генри служил в армии Австралии, был дважды ранен и получил боевую награду. Второй, Эдвин Гамильтон был начальником разведки генерального штаба Австралийской армии в 1919—1920 годах и кавалером Ордена Британской империи.

## Оценки личности
Как передаёт сын Персивала Алан, автор статьи о нём в Австралийском биографическом словаре, поэт и критик Фредерик Маккартни помнил его отца как человека ростом ниже среднего. По его словам Персивал был человеком весёлым и способным в любой момент пошутить. Согласно этой же статье, Персивал с одной стороны был всегда готов терпеливо выслушать чужое мнение, а с другой — достаточно груб, чтобы резко остановить того, кто будет с ним некомпетентно спорить. Джанет Палмер, писатель и критик, писала о Персивале как о сильной личности, почти невероятном человеке для своего времени, а её супруг, Эдуард Вивиан Палмер — как о человеке, который всегда добивался своего и хорошо делал свою работу.
Сам Алан Джофри вспоминает Персивала как не оригинального, но с широким кругозором и вниманием к мелочам, скромного и не уверенного в себе до средних лет человека.